# Klaus Augenthaler
Klaus Augenthaler (Fürstenzell, 26 de setembro de 1957) é um ex-futebolista e treinador de futebol alemão que jogava como zagueiro ou como líbero.

## Carreira em clubes
Embora tenha sido descoberto no Vilshofen, Augenthaler jogou toda sua carreira profissional no Bayern de Munique, tendo chegado em 1975 ainda nas categorias de base. Integrado ao elenco principal em 1976, fez sua estreia como profissional foi contra o Borussia Dortmund, em 1977, marcando seu primeiro gol neste jogo, que terminou com vitória do Bayern por 3 a 0. No mesmo ano, venceria a Länderpokal e sagraria-se campeão alemão-ocidental em 1979–80 e 1980–81, além de ter vencido uma Copa da Alemanha em 1981–82.
Tornou-se capitão do Bayern em 1984, conquistando mais 5 Bundesligas, 2 Copas da Alemanha, 2 Supercopas na função. Em 1985, ao tentar desarmar Rudi Völler no jogo contra o Werder Bremen, Augenthaler lesionou o companheiro de seleção em uma das faltas mais violentas da história do Campeonato Alemão. Pela gravidade do lance, o zagueiro foi ameaçado de morte por torcedores do Werder e vaiado por torcedores de outras equipes do país.
Em 1989, marcou um gol do meio-campo na partida contra o Eintracht Frankfurt, que foi eleito como o gol do ano pela revista esportiva Sportschau e candidato a "gol do século". Após 401 partidas e 52 gols marcados pela Bundesliga (somando todas as competições, foram 519 jogos e 67 gols), Augenthaler encerrou a carreira profissional em 1991, embora seguisse atuando pelo time reserva do Bayern por 5 temporadas antes da aposentadoria definitiva como jogador, em 1996.

## Seleção Alemã-Ocidental
Após passar pelas seleções de base e B da Alemanha Ocidental, Augenthaler não foi lembrado pelo técnico Jupp Derwall para a Copa de 1982, fazendo sua estreia na Mannschaft em outubro do ano seguinte, na vitória por 3 a 0 sobre a Áustria, pelas eliminatórias da Eurocopa de 1984, mas o zagueiro não foi convocado para o torneio, nem para a edição seguinte, disputada em território alemão.
Participou das Copas de Copa de 1986 (atuou contra Uruguai e Escócia, ambos na primeira fase) e de 1990, formando dupla de zaga com Guido Buchwald. Na Copa sediada pela Itália, Auge faria sua despedida na final contra a Argentina e chegou a reclamar de um pênalti cometido por Sergio Goycochea no segundo tempo, mas o árbitro mexicano Edgardo Codesal não marcou a infração. Pela Seleção Alemã, o zagueiro disputou 27 partidas.

## Carreira de treinador
Pouco depois da aposentadoria, Augenthaler seguiu no Bayern inicialmente como técnico das categorias de base e posteriormente como auxiliar de Søren Lerby, Erich Ribbeck, Franz Beckenbauer, Giovanni Trapattoni e Otto Rehhagel. Com a saída deste último, assumiu a equipe de forma interina contra o Fortuna Düsseldorf.
Suas passagens mais destacadas como treinador foram por Grazer AK (1997 a 2000) e Nürnberg (2000 a 2003), assumindo em seguida o Bayer Leverkusen. A passagem de Augenthaler pelos Aspirinas durou 94 jogos (46 vitórias, 21 empates e 27 derrotas), deixando o clube em setembro de 2005.
Ele ainda comandaria Wolfsburg e Unterhaching até 2011. Ele ainda chegou a recusar propostas de equipes da China e da Turquia alegando não ter interesse.
Depois de se candidatar para assumir o comando técnico do Munique 1860 em 2015, voltaria ao futebol em 2016 para treinar o SV Donaustauf, equipe amadora da Baviera que disputa a Kreisliga 1 Regensburg. O contato foi feito por um ex-jogador de base que era vizinho de Augenthaler, segundo o próprio afirmou em entrevista coletiva. Após levar o time ao segundo lugar, o ex-zagueiro deixou o cargo, retomando as funções de comentarista na TV oficial do Bayern.

## Títulos

### Como jogador
Bayern de Munique
- Bundesliga: 1979–80, 1980–81, 1984–85, 1985–86, 1986–87, 1988–89 e 1989–90
- Copa da Alemanha: 1981–82, 1983–84, 1985–86
- Supercopa da Alemanha: 1982, 1987, 1990
- Länderpokal: 1977

Seleção Alemã
- Copa do Mundo: 1990

### Como treinador
Grazer AK
- Copa da Áustria: 1999–00

Nürnberg
- 2. Bundesliga: 2000–01

### Individuais
- Seleção da Bundesliga: 1989–85 e 1988–89[18][19]
- Gol do Ano (Alemanha): 1989[20]
- Gol da Década (Alemanha)[20]
- Melhor onze do Bayern de Munique: 2005[21]